# Тромбофлебіт
Тромбофлебі́т — утворення згустка крові, меншого за розміром ніж внутрішній просвіт судини, на внутрішній стінці вени, що викликає запалення. Якщо патологічний процес не зупиняти, відбувається закорковування вени згустком крові, (тромбом) та з'являються нові ділянки в судинні, де повторюється усе перераховане. Найчастіше спостерігають тромбофлебіт нижніх кінцівок.
Слід розрізняти поняття «тромбофлебіт» і «флеботромбоз». Флебіт — це запалення стінки вени внаслідок загальної або місцевої інфекції, частіше стрептококового або стафілококового походження. Флеботромбоз розвивається шляхом зміни коагуляційних властивостей крові, пошкодженні судинної стінки.

## Етіологія
Захворювання етіологічно пов'язане з ускладненням основної хвороби або є результатом переходу на стінку вени запального процесу з рани, інколи буває ускладненням після пологів. Велику роль відіграє підвищення згортання крові, зміна стінки вени. Найчастіше розвивається при варикозному розширенні вен.
Тромби, що утворилися, можуть розсмоктуватися, але можуть і закорковувати судини, порушуючи процес кровообігу. Тромб може відірватися від стінки вени та з потоком крові може бути занесений в кровоносні судини інших органів.

## Клінічні ознаки
Тупий, витягувальний біль в ураженій кінцівці. При огляді: різний ступінь набряку кінцівки, рожеві або червоні смуги за ходом запалених підшкірних вен, при пальпації — твердоеластичні округлі ущільнення різного розміру, різко болючі.

## Лікування
Лікування визначається лікарем-флебологом і залежить від багатьох факторів.
Консервативне лікування передбачає протизапальні, венотоніки, антиагреганти чи антикоагулянти, антибіотики, компресійна терапія,  фізіотерапевтичні процедури: УВЧ, електрофорез, дарсонвалізація, магнітна і/чи лазерна терапія. Склеротерапія.
Можливе оперативне лікування, де важливо здійснити вибір, як типу операції, так і інструментальні методи її виконання (УЗ, лазер, класичний хірургічний)